# فرد ماس
فرد ماس (بالإنجليزية: Fred Maas)‏ هو شخصية أعمال أمريكي، ولد في 7 أكتوبر 1957 في روتشستر في الولايات المتحدة.